# Hanne Haller
Hanne Haller, all'anagrafe Hannelore Haller, nota anche con lo pseudonimo di Hansi Echer e Joan Haliver (Rendsburg, 14 gennaio 1950 – Tegernsee, 15 novembre 2005), è stata una cantante, compositrice, produttrice discografica, paroliera e pianista tedesca.
Nel corso della sua carriera, negli anni settanta, pubblicò oltre una quarantina di album (a cui va aggiunta una decina di raccolte postume) e si aggiudicò per tre volte la Goldene Stimmgabel. Fu inoltre autrice e produttrice di brani di artisti quali Jürgen Drews, Katja Ebstein, Wolfgang Fierek, Rex Gildo, Karel Gott, Johannes Heesters, Ingrid Peters, Daliah Lavi e Milva e scoprì il gruppo Wind e la cantante Rosanna Rocci.
Tra i suoi brani di maggiore successo, figurano Am Tag, als die Liebe zu mir kam, Resi, i hol di mi mein'm Traktor ab, Mein Lieber Mann, Samstagabend, Schatz, ich will ja nicht meckern, Vater unser, Weil du ein zärtlicher Mann bist, ecc.

## Biografia
Hannelore Haller nacque a Rendsburg, nello Schleswig-Holstein, il 14 gennaio 1950. La madre era una cantante lirica.
In età scolare, suonò la batteria assieme ad gruppo musicale di Ronnenberg, chiamato The Rooks. Nel 1968, iniziò a studiare per diventare insegnante di educazione fisica, ma dovette abbandonare a causa di una grave malattia; sempre nello stesso anno, fondò un coro gospel .
Nel 1970 si diplomò come assistente sanitaria, ma l'anno seguente decise di dedicarsi totalmente alla musica. Apprese quindi il pianoforte e incise il suo primo album, intitolato Applaus für Hanne Haller, che non verrà però mai pubblicato a causa del fallimento dell'etichetta discografica.
Trasferitasi a Monaco di Baviera., ebbe finalmente modo di realizzarsi artisticamente, diventando autrice musicale. Compose per sé ma soprattutto per altri artisti sotto lo pseudonimo Hansi Echer, facendo subito centro con Wohin der Wind die Blätter weht, che venne inciso da Karel Gott.
Raggiunse quindi il successo anche come cantante, nel 1981, grazie al brano Samstagabend.  L'anno seguente, fondò assieme a Bernd Meinunger una propria etichetta discografica.
Nel 1983 pubblicò il terzo album dal titolo Augenblicke, che le valse il premio della Phonoakademie.
Nel 1985 compose per il gruppo Wind il brano Für alle, che si piazzò al secondo posto del Grand Prix internazionale di Göteborg.
Nel 1991 incise il brano Am Tag, als die Liebe zu mir kam, che raggiunse il primo posto della classifica della ZDF. L'anno seguente, vinse il torneo "Schlager 92" grazie al brano Schatz, ich will ja nicht meckern.
Nella metà degli anni novanta le venne diagnosticato per la prima volta un cancro al seno.
Il 2 febbraio 2003 iniziò una tournée che proseguì anche nel 2004. Nel novembre 2004 pubblicò il suo ultimo CD, intitolato Gute Nachricht.
Hanne Haller morì alle 3 del mattino del 15 novembre 2005 a Tegernsee per una recidiva tumorale, dopo cinque settimane di coma , a soli 55 anni. Venne sepolta nel cimitero di Egenstedt.

## Discografia parziale

### Album
- 1976 - Komm, laß uns miteinander reden
- 1980 - Na und
- 1981 - Stärker als ich
- 1982 - Augenblicke
- 1984 - Eines Tages…
- 1985 - Gefühlsroulette
- 1986 - Ganz normale Frau'n
- 1988 - Liebe usw.
- 1988 - Zeit für ein bißchen Zärtlichkeit
- 1989 - Hallo, lieber Gott
- 1989 - Mein lieber Mann
- 1990 - Bratkartoffeln mit Spiegelei
- 1991 - Willkommen im Leben
- 1994 - Liebe hin – Liebe her
- 2003 - Mitten im Licht
- 2004 - Gute Nachricht
- 2005 - Wir sind nur Gast auf dieser Welt

## Riconoscimenti
- 1983: Schallplattenpreis della Phonakademie[2]
- 1989: Goldene Stimmgabel[2]
- 1990: Goldene Note[2]
- 1990: Disco d'oro[2]
- 1992: Goldene Stimmgabel[2]
- 1997: Goldene Stimmgabel[2]